# Max Leognany
Max Leognany, né à Mirecourt (Vosges) le 12 mars 1913 et mort à Paris 12e le 11 février 1994, est un sculpteur et médailleur français. 

## Biographie
Max Marie Jules Leognany grandit à Yport et entre à l'École des beaux-arts de Paris. Ses études sont interrompues par la Seconde Guerre mondiale et il devient  dessinateur-modéliste dans un atelier d'orfèvrerie. 
Il s'oriente alors vers la gravure de monnaies et de médailles et obtient en 1945 le prix de Rome en gravure de médaille. Il se consacre principalement à la médaille, mais réalise aussi 40 épées d'académiciens, dont celle de Léopold Sédar Senghor, et ne reste pas étranger à la sculpture. 
Il réalise aussi des décorations françaises et étrangères, dont celle de l'ordre national du Mérite,,, ainsi qu'une médaille pour le centenaire de la naissance d'Albert Einstein. Il est nommé chevalier de la Légion d'honneur.
Max Leognany vécut à Bussy-aux-Bois (Marne) et est enterré dans le cimetière communal.

## Médailles
- République française, ordre national du Mérite, 3 décembre 1963, 1969, médaille en bronze, diamètre 63 mm.
- Ville de Grenoble, médaille de la ville, 1962, médailles en bronze, bronze doré, argent doré, diamètre 105 mm.

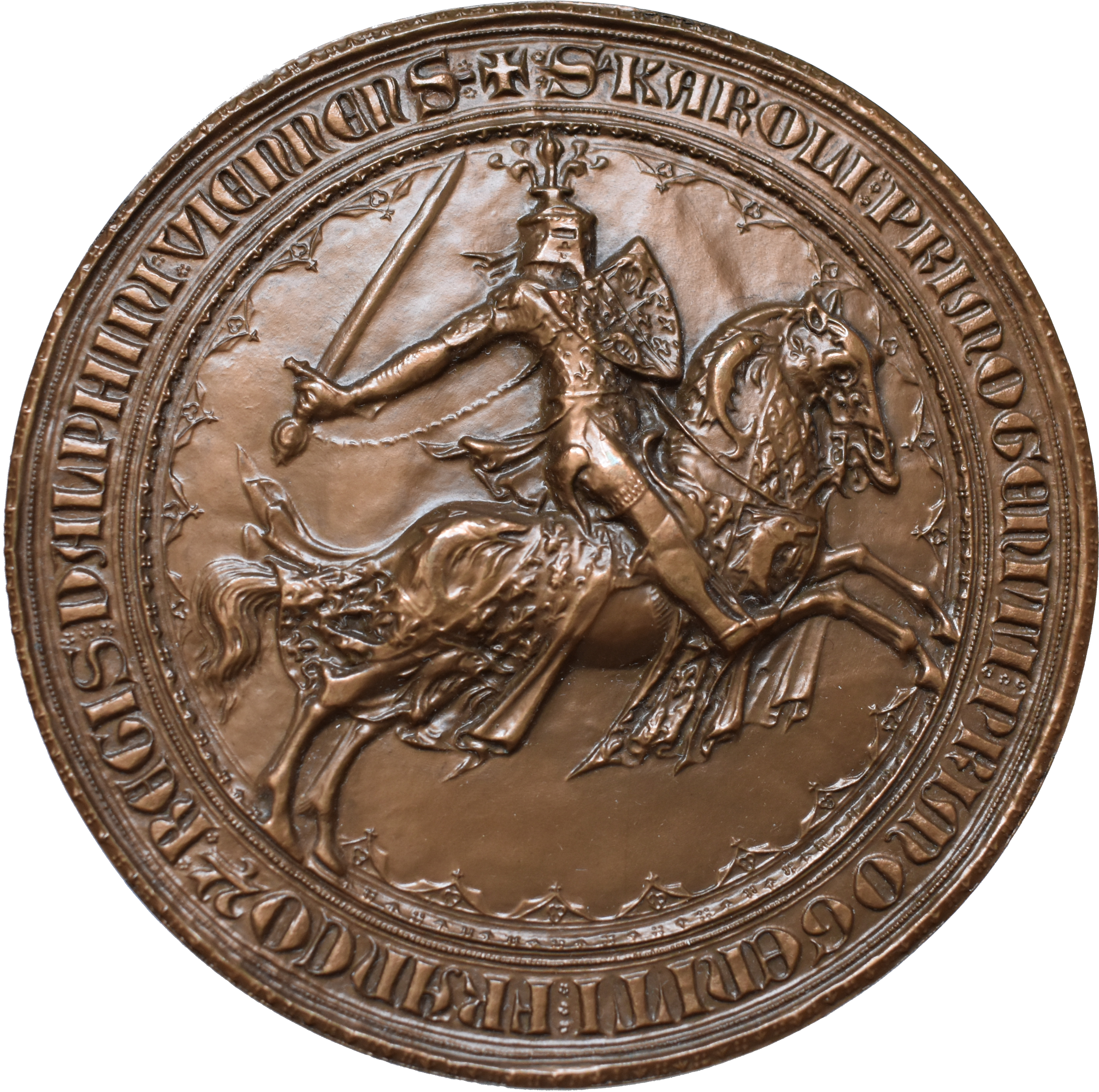
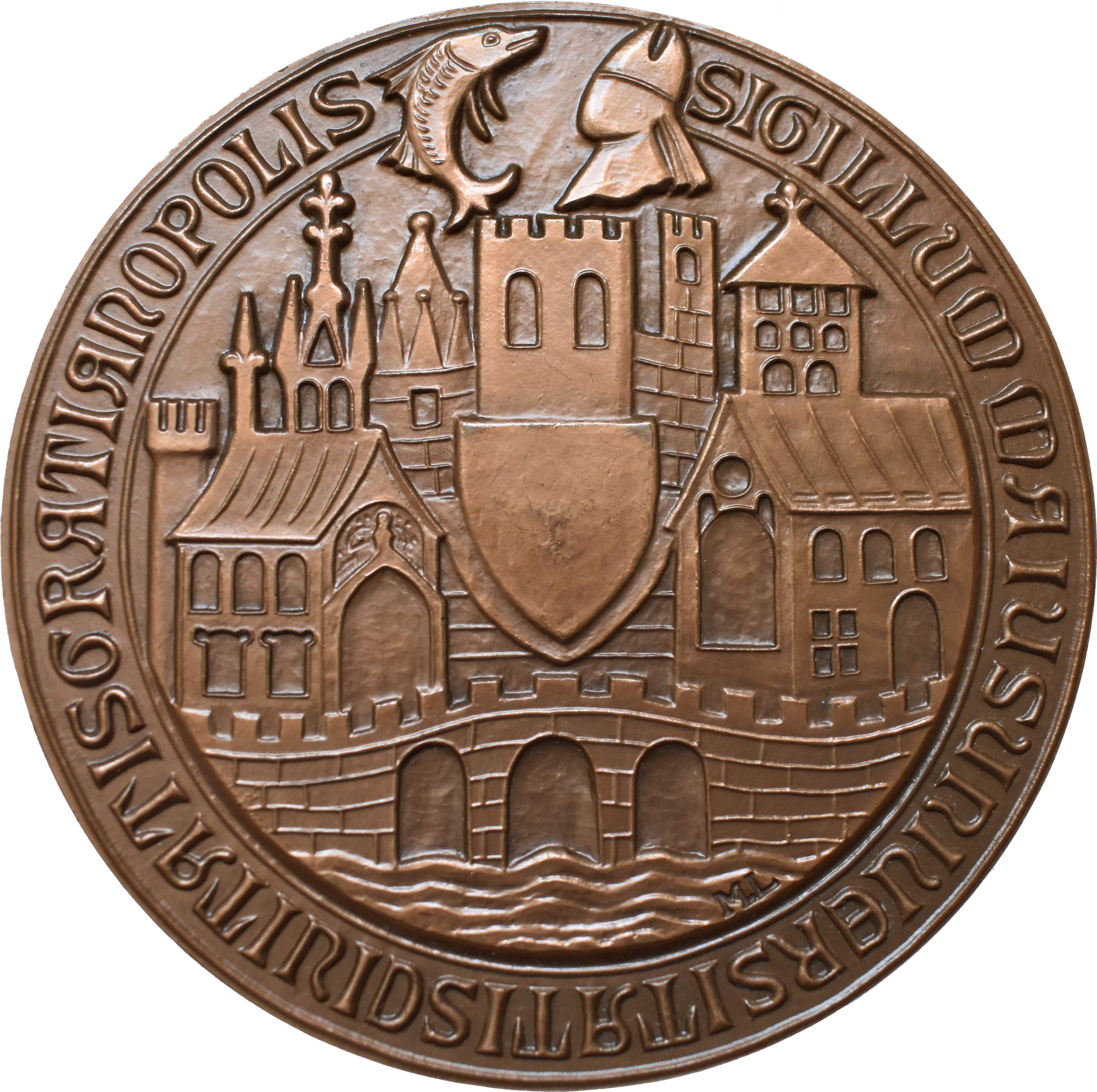